# Acetohexamide
Acetohexamide (tên thương mại Dym Bachelor) là một loại thuốc sulfonylurea thế hệ đầu tiên được sử dụng để điều trị bệnh đái tháo đường týp 2, đặc biệt ở những người bị tiểu đường không thể kiểm soát được bằng chế độ ăn một mình.

## Cơ chế hoạt động
Acetohexamide làm giảm lượng đường trong máu bằng cách kích thích tuyến tụy tiết ra insulin và giúp cơ thể sử dụng insulin hiệu quả. Tuyến tụy phải sản xuất insulin để thuốc này hoạt động. Vì lý do này, acetohexamide không được sử dụng để điều trị bệnh đái tháo đường týp 1.

## Rủi ro
Thuốc hạ đường huyết đường uống, bao gồm acetohexamide, có liên quan đến tăng tỷ lệ tử vong do tim mạch. Nói chuyện với bác sĩ của bạn về những rủi ro, lợi ích có thể, và các lựa chọn thay thế của việc sử dụng thuốc này cho tình trạng của bạn.